# Xavi Pons Foncillas
Xavier Pons Foncillas (Las Masías de Voltregá, 14 de noviembre de 2000) es un futbolista español que juega como mediocampista en el FC Cartagena "B" de la Tercera División RFEF.

## Trayectoria
Nacido en Las Masías de Voltregá, municipio barcelonés, tras formarse en el CG Manresa, CF Damm y Lorca FC, en marzo de 2019 firma por el UE Vic de la Primera Catalana debutando el siguiente 28 de abril al entrar como suplente en el descanso en un empate por 1-1 frente al Sant Cugat FC.
Tras un paso de una temporada entre el Águilas FC y CD Madridejos, el 2 de julio de 2021 ficha por el FC Cartagena y es asignado al filial en Tercera División RFEF. Debuta con el primer equipo el 30 de noviembre, sustituyendo a Neskes en una victoria por 2-0 frente al Racing Rioja FC en Copa del Rey.
Pons debuta profesionalmente el 2 de enero de 2022, sustituyendo a Mo Dauda en una victoria por 1-0 frente a la UD Almería en Segunda División.

## Clubes
| Club             | País   | Año       |
| ---------------- | ------ | --------- |
| UE Vic           | España | 2019-2020 |
| Águilas FC       | España | 2020      |
| CD Madridejos    | España | 2020-2021 |
| FC Cartagena "B" | España | 2021-act. |
| FC Cartagena     | España | 2022-act. |